# Cynorta notabilis
Cynorta notabilis is een hooiwagen uit de familie Cosmetidae.